# Districtul Voitsberg
 Districtul Voitsberg  are în anul 2020 o populație de 51.044 loc., ocupă suprafața de 679 km², fiind situat în sudul  landului Steiermark din Austria.

## Localitățile districtului
Districtul cuprinde 15 comune, trei orașe și cinci târguri, nr. de locuitori apare în parateză
| Orașe - Bärnbach (5631) - Köflach (9855) - Voitsberg (9400) Târguri - Edelschrott (1720) - Ligist (3255) - Maria Lankowitz (2817) - Mooskirchen (2198) - Stallhofen (3108) | Comune - Geistthal-Södingberg (1514) - Hirschegg-Pack (1017) - Kainach bei Voitsberg (1598) - Krottendorf-Gaisfeld (2477) - Rosental an der Kainach (1684) - Sankt Martin am Wöllmißberg (805) - Söding-Sankt Johann (4082) |

|  |